# Pierre de Lestrade de Conti
Marie Gabriel Edmond Pierre de Lestrade de Conti, dit Le Chapelain, né à Périgueux le 29 juin 1901et mort à Turenne (Corrèze) le 1er février 1977est un caricaturiste, illustrateur et peintre français.

## Famille
Pierre de Lestrade de Conti est issu d'une vieille famille noble du Périgord (preuves 1543). Son père, Charles Félix Marcel de Lestrade de Conti, est le bâtonnier de l'ordre des avocats de Périgueux et le doyen de la société historique et archéologique du Périgord. Sa mère est née Constance Marcelle de Grandsaignes d'Hauterives. Son grand-père Louis François s'est marié à Périgueux avec Isabelle de Wlgrin (ou Vulgrin ou Wilgrin) de Taillefer, fille du comte Wlgrin de Taillefer (1761-1833) érudit en architecture et archéologie, et arrière-arrière-petite fille de Louis XV.
Son arrière-grand-père, Henri de Lestrade de Conty, était établi au château de Conty à Coulaures, héritage des Conty depuis 1610.
Il a huit frères et sœurs. La famille s'établit rue Romaine à Périgueux (Hôtel de Lestrade de Conti), demeure qui comprend des vestiges de la citadelle gallo-romaine.
Son beau-père, de Taillefer, s'était établi là et avait acquis ces terrains au pied de la Tour de Vésone en rapport avec sa passion. Il fait ses études à l'institution Saint-Joseph.

## Travaux
Dès 1923 (à 22 ans), il publie un album de caricatures de personnalités périgourdines. On trouve encore à Périgueux un Album de Noël en 1929. Vers 1930, il réalise une aquarelle représentant le défilé inaugural du concours de pêche de Périgueux, caricaturant au passage les notables de la ville.
Dans les années 30, l'âge d'or de la caricature, il effectue des séjours à Paris, parfois très courts, parfois d'un à trois ans. Il travaille comme illustrateur dans plusieurs journaux comme Le Matin ou Le Petit Journal. Il illustre aussi des comptes rendus de grands procès rédigés par Géo London. 
On notera qu'il est contemporain du célèbre caricaturiste et illustrateur Georges Goursat (dit Sem) né aussi à Périgueux en 1863 et mort en 1934. Cette relation apparaît dans la préface des Charges Périgourdines.
En 1940, il s'installe à Végennes (en Corrèze) chez Raymond Billard, un industriel du textile passé en zone libre.
En 1942, il publie un album de caricatures Tout Brive au profit des prisonniers de guerre.
En 1948, il réalise une huile sur toile de 5 mètres La Fête des moissons à Végennes et les quatre tableaux Les quatre saisons, tous inscrits au titre objet des monuments historiques par arrêté du 20 août 2005,.  
En 1950, il réalise une série de vingt portraits à la plume et à l'encre de chine imitant l'estampe et représentant les habitants autour de Végennes en costume du XVIIe siècle. Ces œuvres sont inscrites au titre objet des monuments historiques par arrêté du 23 août 2005.
Par la suite, il évolue en Corrèze, se faisant héberger dans plusieurs châteaux et hôtels en échange de ses dessins et peintures. Au passage, il réalise des caricatures de nombreux notables locaux, mis en scène au cours d’événements ou de manifestations. 
En 1954, il s'installe à l'Hôtel des voyageurs de Meyssac pour quinze jours, mais il y restera vingt-trois ans, jusqu'à sa mort. Durant cette période, on trouve des caricatures d'hommes politiques nationaux comme Auriol, De Gaule, Pompidou, Giscard,... souvent en situation avec leurs ministres.
Sa signature est variable, parfois « Lestrade », « DeLestrade » ou aussi le pseudonyme « Le Chapelain » car il se disait moine avec humour (il est resté célibataire), et encore Lhipo ou Lipo encore par dérision « avec mes yeux lourds, je ressemble à un hippopotame ». Comme il le disait lui-même, « Je suis comme le curé ou le notaire, je vois arriver mon client ». 
Il a à son actif des centaines d’œuvres diverses (albums de caricatures, tableaux, illustrations,...) maîtrisant des techniques graphiques et des supports divers.

## Sources